# Дејна Вајт
Дејна Фредерик Вајт Јуниор (енгл. Dana Frederick White Jr.; рођен 28. јула 1969) је амерички бизнисмен и тренутни председник Ultimate Fighting Championship (UFC), који је највећа организација у ММА на свету. Под водством Вајта, UFC је израстао у глобално популарно мултибилионско предузеће.